# Стратман, Боб
Боб Стратман (нидерл. Bob Straetman; 29 октября 1997 года, Бельгия) — бельгийский футболист, играющий на позиции нападающего. Ныне выступает за бельгийский клуб «Локерен».

## Клубная карьера
Является воспитанником бельгийского клуба «Локерен», закончил его академию в 2016 году. С сезона 2016/2017 привлекается к тренировкам с основной командой. 30 июля 2016 года дебютировал в Лиге Жюпиле в поединке против «Сент-Трюйдена», выйдя на замену на 64-й минуте вместо Айянды Патоси.